# Wyłączna strefa ekonomiczna

Mapa świata z zaznaczonymi na ciemnoniebiesko Wyłącznymi strefami ekonomicznymi państw

Wyłączna strefa ekonomiczna – obszar rozciągający się poza morzem terytorialnym do 200 mil morskich (370 km) mierzonych od linii podstawowej. Na tym obszarze państwo nadbrzeżne posiada wyłączne prawa suwerenne do:
- badania i eksploatacji, ochrony i gospodarowania zasobami naturalnymi, zarówno żywymi, jak i nieożywionymi dna morza, jego podziemia oraz pokrywających je wód;
- wznoszenia i użytkowania sztucznych wysp, instalacji i konstrukcji;
- badań naukowych morza;
- ochrony i zachowania środowiska morskiego.

Poza wymienionymi wyłącznymi prawami państwa nadbrzeżnego wszystkie państwa na jednakowych zasadach korzystają z wolności morza pełnego, w tym z wolności żeglugi, przelotu, układania kabli i rurociągów. Instytucja wyłącznej strefy ekonomicznej została uregulowana w Konwencji o prawie morza z 1982 r. podpisanej w Montego Bay na Jamajce (część V, art. 55-75).
Wszystkie państwa nadbrzeżne, z wyjątkiem kilku, które geograficznie nie mają możliwości lub utrzymują starszą instytucję – strefę wyłącznego rybołówstwa, ustanowiło strefy ekonomiczne (w tym Stany Zjednoczone w 1983 roku i ZSRR w 1984 roku).

## Największe wyłączne strefy ekonomiczne
Największą na świecie wyłączną strefę ekonomiczną posiada Unia Europejska. Wśród państw narodowych, do pierwszej dziesiątki pod względem powierzchni wyłącznej strefy ekonomicznej należą (w kolejności od największej): Stany Zjednoczone Ameryki, Francja (dzięki licznym terytoriom i departamentom zamorskim), Indonezja, Nowa Zelandia, Australia, Federacja Rosyjska, Sfederowane Stany Mikronezji, Japonia, Brazylia i Kanada.
| Mj | Państwo                       | Powierzchnia WSE w km² |
| -- | ----------------------------- | ---------------------- |
| 1  | Stany Zjednoczone             | 11 351 000             |
| 2  | Francja                       | 11 035 000             |
| 3  | Australia                     | 8 505 348              |
| 4  | Rosja                         | 7 566 673              |
| 5  | Wielka Brytania               | 6 805 586              |
| 6  | Indonezja                     | 6 159 032              |
| 7  | Kanada                        | 5 599 077              |
| 8  | Japonia                       | 4 479 388              |
| 9  | Nowa Zelandia                 | 4 083 744              |
| 10 | Chiny                         | 2 287 969              |
| 11 | Chile                         | 3 681 989              |
| 12 | Brazylia                      | 3 660 955              |
| 13 | Kiribati                      | 3 441 810              |
| 14 | Meksyk                        | 3 269 386              |
| 15 | Mikronezja                    | 2 996 419              |
| 16 | Dania                         | 2 551 238              |
| 17 | Papua-Nowa Gwinea             | 2 402 288              |
| 18 | Norwegia                      | 2 385 178              |
| 19 | Indie                         | 2 305 143              |
| 20 | Wyspy Marshalla               | 1 990 530              |
| 21 | Portugalia                    | 1 727 408              |
| 22 | Filipiny                      | 1 590 780              |
| 23 | Wyspy Salomona                | 1 589 477              |
| 24 | Południowa Afryka             | 1 535 538              |
| 25 | Seszele                       | 1 336 559              |
| 26 | Mauritius                     | 1 284 997              |
| 27 | Fidżi                         | 1 282 978              |
| 28 | Madagaskar                    | 1 225 259              |
| 29 | Argentyna                     | 1 159 063              |
| 30 | Ekwador                       | 1 077 231              |
| 31 | Hiszpania                     | 1 039 233              |
| 32 | Malediwy                      | 923 322                |
| 33 | Peru                          | 906 454                |
| 34 | Somalia                       | 825 052                |
| 35 | Kolumbia                      | 808 158                |
| 36 | Republika Zielonego Przylądka | 800 561                |
| 37 | Islandia                      | 751 345                |
| 38 | Tuvalu                        | 749 790                |
| 39 | Vanuatu                       | 663 251                |
| 40 | Tonga                         | 659 558                |
| 41 | Bahamy                        | 654 715                |
| 42 | Palau                         | 603 978                |
| 43 | Mozambik                      | 578 986                |
| 44 | Maroko                        | 575 230                |
| 45 | Kostaryka                     | 574 725                |
| 46 | Namibia                       | 564 748                |
| 47 | Jemen                         | 552 669                |
| 48 | Włochy                        | 541 915                |
| 49 | Oman                          | 533 180                |
| 50 | Mjanma                        | 532 775                |

## Wyłączna strefa ekonomiczna RP
Polska ustanowiła wyłączną strefę ekonomiczną na podstawie ustawy z 21 marca 1991 r. o obszarach morskich RP i administracji morskiej (Dz.U. z 2024 r. poz. 1125). Wyłączna strefa ekonomiczna Polski obejmuje obszar ok. 22,5 tys. km². Ze względu na rozmiary Morza Bałtyckiego i brak możliwości wyznaczenia pełnej 200-milowej wyłącznej strefy ekonomicznej wszystkie granice zewnętrzne polskiej strefy określono w drodze umów dwustronnych (z ZSRR, Szwecją, Niemcami i z Danią na południe od Bornholmu). Najpóźniej ustalona była granica z Danią – ok. 30 lat trwały na ten temat rozmowy, ostatecznie 1 listopada 2018 roku udało się ustalić granicę. Nie jest też jasna kwestia rozgraniczenia pomiędzy wyłączną strefą ekonomiczną Polski i Niemiec, ponieważ Niemcy nie uważają się za prawnego sukcesora NRD, stąd nie wiąże ich wymienione w ustawie porozumienie pomiędzy PRL a NRD. Wyłączna strefa ekonomiczna jest położona na zewnątrz morza terytorialnego i przylega do tego morza. Obejmuje ona wody, dno morza i znajdujące się pod nim wnętrze Ziemi. Granice strefy wyznaczają umowy międzynarodowe. Strefa nie wchodzi w skład terytorium Polski, jednakże mogą w takiej strefie obowiązywać przepisy polskiego systemu prawa (np. prawa ochrony środowiska – art. 19 ustawy).